# ردود الفعل الدولية على التدخل العسكري في اليمن
| اليمن والحوثيون المهاجمون "دول التحالف" بلدان محايدة | داعمي الحوثيين مؤيدي المهاجمين لا تفاعل |

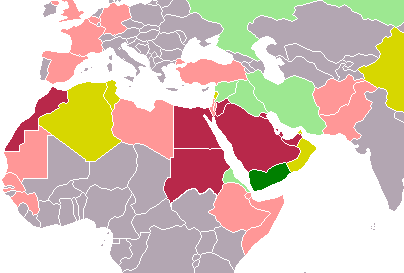
التدخل العسكري في اليمن وردود الفعل الدولية:
اليمن والحوثيون
المهاجمون "دول التحالف"
بلدان محايدة
داعمي الحوثيين
مؤيدي المهاجمين
لا تفاعل

ردود الفعل الدولية على العمليات العسكرية في اليمن أعربت جامعة الدول العربية عن دعمها للعمليات ضد الحوثيين في اليمن،  وأعربت مصر عند دعمها ورغبتها بالمشاركة بقوة جوية وبحرية مصرية، وبرية إذا ما لزم الأمر،  وأعربت كل من السودان والمغرب  وفلسطين  ولبنان  والائتلاف الوطني لقوى الثورة والمعارضة السورية  عن دعمها للعملية العسكرية ولاستجابة دول الخليج لطلب الرئيس هادي لدعم الشرعية، وحتى استعادة اليمن استقراره ووحدته.
وكانت هيئة علماء المسلمين في العراق والاتحاد العالمي لعلماء المسلمين وجماعة الإخوان المسلمين في سوريا، وحركة أحرار الشام الإسلامية وفيلق الشام السوريان، ودار الإفتاء الليبية وحركة المقاومة الشعبية البلوشية أعلنت دعمها لعملية عاصفة الحزم وتأييد الشرعية في اليمن متمثلة في الرئيس عبد ربه منصور هادي. ودعت جماعة الإخوان المسلمين بالأردن الشعب اليمني للتمسك بثورته، ونددت «باعتداءات الحوثيين واستباحتهم للدماء والأموال»، وطالبتهم «بتغليب صوت العقل والحكمة والانسحاب من جميع الأماكن التي احتلوها وعدم فرض وصايتهم على الشعب اليمني».
أعلنت الولايات المتحدة دعمها للعملية،  ومشاركتها بالدعم الاستخباراتي، دون العمل العسكري المباشر،  وأعربت كل من بريطانيا وفرنسا  وتركيا وبلجيكا  وألمانيا وباكستان  عن دعمها للعملية العسكرية ضد الحوثيين.
ونددت وزارة الخارجية الإيرانية، بالغارات الجوية التي استهدفت جماعة الحوثيين في اليمن، واصفة إياها بـ«الهجوم الخطير والمغاير للقوانين والأعراف الدولية». وأعربت أنها ستزيد الأوضاع تعقيداً في اليمن.

## سياسية

### منظمات
- الأمم المتحدة
- مجلس التعاون الخليجي: قررت دول مجلس التعاون ماعدا سلطنة عمان الاستجابة لطلب الرئيس اليمني عبدربه منصور هادي بالتدخل في اليمن ضد الحوثيين.[17]
- جامعة الدول العربية: أعلنت دعمها الكامل، للحرب الدائرة الآن في اليمن من أجل القضاء على انقلاب الحوثيين، ضد الرئيس الشرعي للبلاد عبد ربه هادي منصور.[1]
- الاتحاد الأوروبي: قالت مفوضة الاتحاد الأوروبي للشؤون الخارجية، فيديريكا موغيريني، في بيان منشور على موقع مفوضية الاتحاد الأوروبي للشؤون الخارجية: «أثار تقدم قوات الحوثيين والوحدات العسكرية الموالية للرئيس السابق صالح نحو عدن، والاستهداف الجوي لمجمع الرئيس هادي، كانت بمثابة خطوات غير مقبولة نحو تصعيد الوضع المتأزم أصلا، مما أدى إلى الضربات الجوية التي قادتها السعودية اليوم. وينبغي على جميع الجهات الفاعلة الإقليمية أن تتصرف بمسؤولية وبشكل جاد وبناء، والعودة إلى المفاوضات. وأن الاتحاد الأوروبي يجدد دعمه لكافة الجهود التي تبذل من قبل الأمم المتحدة والجهات الفاعلة الإقليمية».[18]
- منظمة التعاون الإسلامي: أعربت عن عن دعمها للخطوة التي اتخذتها الدول الداعمة للشرعية الدستورية في اليمن والتي استجابت لطلب القيادة اليمنية لانتشال اليمن من حالة الفوضى التي تفرضها جماعة الحوثيين.[19]
- رابطة العالم الإسلامي: أكدت رابطة العالم الإسلامي تأييدها لعملية «عاصفة الحزم» لمواجهة التمرد الحوثي وإعادة الشرعية إلى اليمن.حيث أصدر الأمين العام لرابطة العالم الإسلامي الدكتور عبد الله التركي«إن رابطة العالم الإسلامي وهي تمثل الشعوب والأقليات الإسلامية في العالم لتُعلِن تأييد المسلمين في مختلف ديارهم لعمليات عاصفة الحزم»[20]

### دول

#### مؤيدة
- السنغال: قال الرئيس السنغالي ماكي سال في بيان، إثر اجتماع لمجلس الوزراء في دكار أنه «يشيد بالتدخل العسكري السعودي استجابة لطلب الرئيس الشرعي لليمن عبد ربه منصور هادي، للدفاع عن البلد إزاء مليشيات تهدد استقراره واستقرار دول الجوار».[21][22]
- السودان: أكد الرئيس السوداني عمر البشير، أن بلاده يؤيد عمليات عاصفة الحزم ويقف مع دول التحالف، وعلي رأسها المملكة العربية السعودية.[23]
- الصومال: أصدرت وزارة خارجية الجمهورية الصومالية بياناً حول الأوضاع في اليمن أكدت فيه تأييدها للسعودية وعملية «عاصفة الحزم» وأنها خطوات تهدف إلى الحيلولة دون انزلاق اليمن نحو حرب أهلية وعدم استقرار، وتأييد اليمن في حربه العادلة ضد الحركات الإرهابية التي تسعى إلى العبث بأمنه وسلامته واستقراره.[24]
- المغرب: أعلن تضامنه الكامل والمطلق مع السعودية والتحالف الذي يضم أكثر من 10 دول، في العملية التي تقوم بها استجابةً لطلب مباشر من الحكومة اليمنية الشرعية.[2]
- الولايات المتحدة: أعلنت الولايات المتحدة دعمها العملية العسكرية السعودية في اليمن.[2] وقالت المتحدثة باسم مجلس الأمن القومي الأمريكي "ان بلادها تعمل بالاشتراك مع المملكة العربية السعودية لتقديم الدعم العسكري والاستخباراتي في حين لا تشارك في "العمل العسكري المباشر."[25]
- إسبانيا:“العملية العسكرية التي تشنها مجموعة من الدول على رأسها السعودية في اليمن “مشروعة تماما وتتفق بشكل تام مع القانون الدولي”.[26]
- أفغانستان: أعلنت أفغانستان تأييدها لعمليات «عاصفة الحزم» بقيادة المملكة العربية السعودية من أجل استرداد الشرعية في اليمن من الميليشيات الحوثية المتمردة.وأفادت الرئاسة الأفغانية في بيان لها أنه ثمة أواصر تاريخية ودينية عميقة تربط بين الحكومة الأفغانية وشعبها من جهة وبين المملكة العربية السعودية من جهة أخرى لذلك فإن الحكومة الأفغانية بكل قوتها وشعبها بجانب المملكة ضد أي تهديد محتمل يواجهها.[27]
- ألمانيا: أكدت الحكومة الألمانية أن عملية «عاصفة الحزم» ضد المتمردين الحوثيين في اليمن متوافقة مع القانون الدولي.[13]
- بريطانيا أعلنت تأييدها لعملية «عاصفة الحزم» ضد الانقلابيين الحوثيين، وقالت بأن العملية العسكرية جاءت بعدما طلب الرئيس منصور هادي المساعدة بكل الوسائل المتاحة والتدابير لحماية اليمن وردع العدوان الحوثي، مضيفا أن مجلس الأمن الدولي قد أوضح أن الرئيس هادي هو الرئيس الشرعي لليمن.[11] وأشارت إلى أن إجراءات الحوثي الأخيرة والتوسع في عدن وتعز هي إشارة أخرى إلى استخفافهم بالعملية السياسية، وأن أي إجراء يتخذ ينبغي أن يكون وفقا للقانون الدولي.
- بلجيكا: أعلنت دعمها للعملية العسكرية (عاصفة الحزم)، وقال وزير خارجية بلجيكا ديديه رايندرس في تصريح لوكالة الأنباء البلجيكية الرسمية (بلغا): «إن العملية العسكرية التي تنفذها عدة دول عربية في اليمن تؤكد مرة أخرى الحاجة إلى تحرك على المستوى الإقليمي لاحتواء مخاطر انعدام الاستقرار وزعزعة الأمن».[12]
- بنغلاديش: أيدت بنغلاديش كل الجهود التي تقودها المملكة العربية السعودية في استعادة سلطة الدولة الشرعية وتحقيق تطلعات الشعب اليمني.وقالت وزارة الخارجية في بيان أن بنغلاديش تستنكر أعمال العنف التي يرتكبها الحوثيون على الشعب اليمني مما أدى إلى أزمة إنسانية.[28]
- تركيا: أعلنت عن مساندتها للعملية العسكرية التي ينفذها قوات التحالف العربي بقيادة السعودية في اليمن ضد الميليشيات التابعة لجماعة الحوثيين، داعية إياها و”داعميها الأجانب” إلى الكفّ عن تهديد أمن واستقرار المنطقة.[29]
- تونس: أكد وزير الخارجية التونسي، التوهامي العبدولي عن احترام تونس لعملية «عاصفة الحزم» التي شنتها السعودية ضد الحوثيين في اليمن.[30]
- جيبوتي: قال وزير خارجية جيبوتي، محمود علي يوسف، إن بلاده تدعم وتتضامن مع الدول العربية التي اتخذت قرار تنفيذ عمليات عسكرية ضد مواقع يسيطر عليها الحوثيون باليمن، وذلك نظرا للوضع الخطير إلى تشهده البلاد.[31]
- غينيا: أعلنت جمهورية غينيا تأييدها الكامل لعملية «عاصفة الحزم» التي تقودها السعودية وقالت الحكومة في بيان«نها تتابع بقلق عميق الأحداث المأساوية الدائرة حالياً في اليمن حيث تعتدي الميليشيات الحوثية على سيادة هذا البلد العضو في منظمة التعاون الإسلامي وشرعيته الستورية.وأكد البيان تضامنه مع الشعب اليمني والدعم الحازم للجهود التي تبذلها دول التحالف خصوصاً المملكة العربية السعودية التي استجابت لدعوة الحكومة الشرعية لاستعادة النظام الدستوري في اليمن».[32]
- فرنسا أيدت عملية «عاصفة الحزم»، وأعلنت وقوفها إلى جانب شركائها في المنطقة حتى استعادة اليمن استقراره ووحدته. وقالت إن عاصفة الحزم تأتي استجابة لطلب السلطات الشرعية اليمنية.[11]
- فلسطين: أعربت الرئاسة الفلسطينية، عن دعمها لقرار المملكة العربية السعودية ومجلس التعاون الخليجي والدول العربية المشاركة في العمليات الرامية إلى الحفاظ على وحدة اليمن ودعم الشرعية فيه.[3]
  -  حركة المقاومة الإسلامية (حماس) : أكدت حركة حماس وقوفها مع الشرعية في اليمن وإنها تقف مع خيار الشعب اليمني الذي اختاره وتوافق عليه ديمقراطيا ومع وحدة اليمن وأمنه واستقراره، والحوار والتوافق الوطني بين أبنائه.[33]
- كندا: قال روب نيكولسون، وزير الشؤون الخارجية، بأن كندا تدعم العمل العسكري الذي قامت به السعودية وحلفائها للدفاع عن الحدود السعودية وحماية الحكومة اليمنية المعترف بها.[34]
- لبنان: أكد وزير العدل اللبناني أشرف ريفي أن قرار المملكة العربية السعودية بالتدخل العسكري ضد المليشيات الحوثية في اليمن طبيعي وشجاع، ويجب وضع حد لتدخل إيران بالدول العربية.[4]
  - تيار المستقبل: أكد رئيس تيار المستقبل سعد الحريري أن قرار خادم الحرمين الشريفين الملك سلمان بالتدخل عسكرياً لدعم الشرعية في اليمن، حكيم وشجاع.وأن التدخل الإيراني في اليمن يقتضي ردة فعل عربية، وما قامت به السعودية اليوم هو حماية شرعية الحكومة اليمنية، بعد محاولات عدة منها في إنهاء المسألة عبر الحوار.[35]
- ليبيا: أشاد رئيس الحكومة الليبية المؤقتة عبد الله الثني بقرار بدء عملية «عاصفة الحزم» لدعم الشرعية اليمنية، مبينا أن بلاده ستتقدم بطلب لجامعة الدول العربية للتدخل عربيا في ليبيا لإعادة الشرعية.[36]
- ماليزيا: استقبل الأمير محمد بن سلمان بن عبدالعزيز قائد الجيش الماليزي الفريق أول تان سري راجا.وجرى خلال الاستقبال بحث مشاركة ماليزيا في تحالف «عاصفة الحزم» الذي تقوده السعودية استجابة لطلب الرئيس اليمني عبدربه منصور هادي لتخليص بلاده من الإرهاب الحوثي والداعمين له، وعودة الشرعية والاستقرار في اليمن.[37]
- مصر: صرحت بدعمها السياسي والعسكري للخطوة التي اتخذها ائتلاف الدول الداعمة للحكومة الشرعية في اليمن استجابةً لطلبها، وذلك انطلاقاً من مسؤولياتها التاريخية تجاه الأمن القومي العربي وأمن منطقة الخليج العربي، وقالت بإن التنسيق جار مع السعودية ودول خليجية بشأن ترتيبات المشاركة بقوة جوية وبحرية مصرية، وقوة برية إذا ما لزم الأمر، في إطار عمل الائتلاف، وذلك دفاعاً عن أمن واستقرار اليمن وحفاظاً على وحدة أراضيه وصيانةً لأمن الدول العربية الشقيقة.[2]
- موريتانيا: أعلن الرئيس الموريتاني محمد ولد عبد العزيز دعم موريتانيا للحملة العسكرية «عاصفة الحزم» التي تقودها السعودية ضد الحوثيين في اليمن استجابة لطلب الرئيس اليمني عبد ربه منصور هادي حماية الشعب اليمني من ميلشيات الحوثي، وقال «أن العملية العسكرية التي شنتها السعودية حظيت بمباركة ودعم عدد من الدول العربية ونحن من ضمن هذه الدول».[38]

#### دول محايدة ومحاولات للحل السلمي دون العملية العسكرية
- باكستان: أعطت إسلام آباد موافقتها المبدئية على أن تكون لاعباً مهماً في دحر الحوثيين والقضاء عليهم، وأعلنت دعمها دول الخليج الخمسة في قصفها الحوثيون.[14] مع عدم مشاركتها في العملية العسكرية كما قال وزير الدفاع الباكستاني: إن إسلام آباد لم تعد بتقديم دعم عسكري للتحالف العشري الذي تقوده السعودية ضد الحوثيين في اليمن، لكنه تعهد بالدفاع عن المملكة في مواجهة أي تهديد لسلامتها.[39] لكنها في خطوة غير متوقعة من باكستان التي ظلت حليفاً مهماً للسعودية في حربها ضد الإرهاب والمخاطر الأمنية، تراجعت إسلام آباد عن تعهداتها للرياض بدعمها في «عاصفة الحزم» والوقوف إلى جانبها قلباً وقالباً، لتعلن الحياد وعدم دعم «عاصفة الحزم» التي تقودها السعودية، وكأضعف الأيمان أعلنت أنها ستؤدي دور الوسيط في هذه الأزمة التي تعصف بمنطقة الخليج العربي وستعمل على إنهائها.[40][41][42][43] حدث التراجع بعد تصويت البرلمان الباكستاني على التزام الحياد في النزاع الدائر في اليمن، وحسب نص القرار، فإن «برلمان باكستان يرغب في أن تحافظ باكستان على الحياد في النزاع الدائر في اليمن ليكون بمقدورها القيام بدور دبلوماسي فعال لإنهاء الأزمة، ويؤكد ضرورة مواصلة جهود الحكومة الباكستانية لإيجاد حل سلمي للأزمة»[44] وقال رئيس أركان الجيش الباكستاني، لصحيفة ابانا باكستان، ان باكستان حسمت امرها بعدم المشاركة بالحملة السعودية على اليمن، مبينا ان عاصفة الحزم خرجت عن مسارها أو أهدافها المرسومة.[45][46][47][48][49][50]
- الجزائر: قال وزير الشؤون الخارجية رمطان لعمامرة، إن الجزائر لن تشارك في عملية «عاصفة الحزم» العسكرية ضد معاقل الحوثيين، معبرا أن بلاده متمسكة بالحلول السلمية في اليمن[51]
- الصين: أعربت عن معارضتها للعملية، وقالت إنها «قلقة للغاية» من تدهور الوضع في اليمن، ودعت كل الأطراف إلى الالتزام بقرارات مجلس الأمن الدولي الخاصة باليمن، وحل النزاع عن طريق الحوار.[52]
- روسيا: أعربت الخارجية الروسية عن "أهمية وقف جميع العمليات القتالية فورا من قبل كافة أطراف النزاع في اليمن وحلفائها الخارجيين، وتخليها عن محاولات تحقيق أغراضها بالسلاح"".[53] وصدر من موسكو موقف أكد دعم روسيا الكامل لسيادة اليمن ووحدته وحرمة أراضيه. واعربت موسكو عن قلقها الشديد إزاء التطورات في اليمن داعية إلى وقف القتال فوراً والعودة إلى الحوار. وقالت الخارجية الروسية إن "عملية السعودية وحلفائها في اليمن لن تؤدي إلى تسوية الازمة".[54] أفعال روسيا لوقف القتال والعمليات العسكرية:
  1. تقدمت بمذكرة للأمم المتحدة تطلب فيها تعليق عملية «عاصفة الحزم» وتطبيق «وقفات إنسانية» في قصفه على اليمن، لإجلاء المدنيين وإيصال المساعدات الإنسانية.[55][56][57]
  2. بحث الرئيس الروسي فلاديمير بوتين في محادثات هاتفية مع الرئيس الإيراني حول اليمن، وأشار إلى ضرورة تفعيل الجهود، بما في ذلك جهود الأمم المتحدة، لبلورة حلول سلمية للنزاع في البلاد.[58]، ودعا إلى وقف فوري لإطلاق النار في اليمن.[59]
  3. بحث ميخائيل بوغدانوف، نائب وزير الخارجية، مبعوث الرئيس الروسي إلى الشرق الأوسط وإفريقيا، هاتفيا مع حسين أمير عبد اللهيان، مساعد وزير الخارجية الإيراني الأوضاع في اليمن والسوريا، وأن الطرفين أكدا على موقفهما الداعي إلى تسوية سياسية عاجلة للأزمتين السورية واليمنية من خلال حوار وطني شامل بمشاركة كافة الأطراف السياسية والإثنية في هذين البلدين.[60]
  4. بادرت روسیا لإجراء مشاورات في مجلس الأمن الدولي بهدف مناقشة مسألة إلزام تحالف «عاصفة الحزم» التي تقودها السعودية بتطبيق «وقفات إنسانية» خلال غاراته على اليمن، لأن موسكو واجهت صعوبات خلال إجلائها مواطنين روس من اليمن، بسبب استمرار التحالف في قصف مواقع الحوثيين.[61]
  5. بحث الرئيس الروسي فلاديمير بوتين مع أعضاء مجلس الأمن الروسي الوضع في اليمن، وأوضح المتحدث الرسمي باسم الرئاسة الروسية دميتري بيسكوف أنه "تم بحث الوضع في اليمن، بما في ذلك تأثيره المحتمل على الأوضاع الاقتصادية العالمية.[62]
- عمان: بالرغم من المحاولات العربية لإقناع سلطنة عُمان بقبول التدخل العسكري العربي في اليمن،[63] لم تشارك سلطنة عُمان في العملية التي تقودها السعودية، فقد أعربت السلطنة عن دعمها لـ"الجهود التي يقدمها الأشقاء في سبيل استقرار اليمن، مؤكداً "استعداد السلطنة للتعامل مع كل اليمنيين على مقياس واحد، ودعم أي جهد من قبل الأشقاء في مجلس الجامعة العربية، في سبيل استقرار اليمن."[64]
- يابان: أعربت الخارجية اليابانية عن تفهمها لأسباب الحملة العسكرية التي تقودها المملكة ودول التحالف العربي ضد جماعة الحوثي، وقال المتحدث باسم وزارة الخارجية اليابانية ياسوهيسا كاوامورا في بيان له أمس «إن اليابان تتفهم سبب العمليات العسكرية التي تقوم بها المملكة بالتعاون مع دول أخرى» وأكد بأن اليابان كانت باستمرار تدعم الجهود التي بذلها دول مجلس التعاون الخليجي، وذلك بفتح الحوار السياسي الشامل التي ترعاه الأمم المتحدة بين الأطراف السياسية اليمنية، ويأمل بأن تنجح الجهود التي تقوم بها الدول الإقليمية لتخفيف التوتر في اليمن.[65]

#### معارضة
- العراق: دعا العراق، إلى وقف «عاصفة الحزم المصوبة تجاه اليمن»، مطالباً المجتمع الدولي بما وصفه بـ«انقاذ الشعب اليمني».[66] ودعا جميع الاطراف إلى الحوار وتحكيم لغة العقل والمصلحة اليمنية للحفاظ على وحدة اليمن وسيادته، تعرب وزارة الخارجية العراقية عن قلقها للتدخل العسكري في الشأن اليمني الذي يؤدي إلى تعقيد الأوضاع في اليمن أكثر من السابق ولا يسمح بتبني الحلول السياسية في الظروف المعقدة القائمة.[67]
- إيران: نددت وزارة الخارجية الإيرانية، بالغارات الجوية التي استهدفت جماعة الحوثيين في اليمن، واصفة إياها بـ«الهجوم الخطير والمغاير للقوانين والأعراف الدولية».[15] ومحاولاته لوقف القتال والحل السلمي:

1. بحث وزير الخارجية الإيرانية مع نظيره الأمريكي موضوع اليمن في مدينة لوزان السويسرية على هامش المفاوضات حول ملف طهران النووي.[68]
2. أكد المرشد الأعلى في إيران علي خامنئي خلال لقائه الرئيس التركي رجب طيب أردوغان أن الحل في اليمن يتم عبر وقف التدخل الخارجي" مشددا على أن اليمنيين هم من يجب أن يقرروا مستقبل بلادهم، واعتبر أن الولايات المتحدة وإسرائيل "مسرورتان اليوم من الخلافات الداخلية لبعض الدول الإسلامية وأن السبل لحل هذه المشاكل تكمن في تعاونها واتخاذ تدابير عملية مناسبة وبناءة".[69]
3. بعد محادثات الرئيس الإيراني حسن روحاني مع نظيره التركي رجب طيب أردوغان في طهران قال روحاني في بيان مشترك بثه التلفزيون الرسمي: «تحدثنا عن العراق وسوريا وفلسطين.. كما أجرينا نقاشا مطولا بخصوص اليمن. وكلانا نرى أنه لا بد من أن تنتهي الحرب هناك في أسرع ما يمكن وأن يتحقق وقف كامل لإطلاق النار وتنتهي الغارات ضد اليمن». هذا وتمنى الرئيس الإيراني أن تعمل طهران وأنقرة، مع دول أخرى في المنطقة، على إحلال السلام والاستقرار في اليمن وبدء الحوار بين أبناء شعبه.[70]
4. ونقلت قناة «برس تي في» الإيرانية أن روحاني أشار في رسالته إلى رئيس الوزراء العراقي حيدر العبادي، إلى ضرورة إجراء حوار بين المجموعات اليمنية السياسية داخل البلاد، بدوره، أعلن العبادي ردا على الرسالة التي سلمها له نائب وزير الخارجية الإيراني مرتضى سرمدي خلال زيارته لبغداد، أن العراق يقف ضد أي عدوان أجنبي على اليمن، كما دعا رئيس الوزراء العراقي إلى «وقف فوري للأعمال القتالية وإطلاق الحوار» بين الأطراف المتحاربة في اليمن.[71]
5. ظريف يطرح اقتراحا من أربع نقاط لحل الصراع اليمني، هي وقف فوري لإطلاق النار في البلاد، وإرسال مساعدات إنسانية إلى محتاجيها، وإطلاق حوار يشارك فيه جميع الأطراف اليمنية، وتشكيل حكومة وحدة وطنية بمشاركة جميع القوى السياسة في البلاد.وذكر الوزير الإيراني أن المفاوضات ضرورية بين بلاده والمملكة العربية السعودية،[72] وقال هذه القضية يجب أن يحلها اليمنيون… إيران والسعودية بحاجة إلى إجراء حوار ولكن لا يمكننا الحديث عن تحديد مستقبل اليمن.[73]

- سوريا: أعربت سورية عن قلقها العميق تجاه التطورات الخطيرة التي تشهدها جمهورية اليمن الشقيق.. وقال مصدر رسمي في وزارة الخارجية والمغتربين في تصريح لـساناً: في الوقت الذي تؤكد فيه سورية على احترام سيادة اليمن واستقلاله ووحدته أرضاً وشعباً فإنها تدعو الأطراف اليمنية إلى الحوار فيما بينها للتوصل إلى حل سياسي يلبي إرادة وتطلعات الشعب اليمني وتطالب المجتمع الدولي باحترام هذه الإرادة.[74] ووصفت العملية بـ«العدوان السافر»[75]

### آخرون
- الائتلاف الوطني لقوى الثورة والمعارضة السورية: أكد تأييده ودعمه للعملية العسكرية «عاصفة الحزم» ضد الحوثيين، التي جاءت استجابة لمطالب حماية اليمن وشعبه.[6]
- الجبهة الشعبية لتحرير فلسطين: أدانت “الجبهة الشعبية لتحرير فلسطين”، العملية العسكرية التي تقودها المملكة العربية السعودية، ضد الحوثيين في اليمن، واصفة إياها بـ”العدوان واستخدام للقوة بدعم أمريكي.[76]
- حركة النضال العربي لتحرير الأحواز: أعلنت حركة النضال العربي لتحرير الأحواز دعمها للخطوة التي اتخذتها السعودية وقالت «نحن في حركة النضال العربي لتحرير الأحواز نرى في الخطوة السعودية لتصحيح الأوضاع في اليمن الشقيق، لإعادة هيبة الدولة فيه بأنها خطوة حكيمة بعد صبر طويل على عبث العابثين، ولقطع دابر قوى الشر الفارسية من الخاصرة الجنوبية لبلاد الحرمين الشريفين».[77]
- حزب الله: انتقد، ما وصفه بـ«المغامرة» السعودية في اليمن لافتا إلى أن مثل هذه الخطوة تسير بالمنطقة نحو المزيد من التوترات والمخاطر.[78] ورفض حجج السعودية التي شنت علی اساسها الحرب واعتبر أن سبب الهجوم هو «استعادة السيطرة والهيمنة على اليمن» داعياٌ الی وقف العدوان والعودة للحوار.[79] مؤکداً ان الغارات الجویه لا تصنع النصر.[80] وقال «أن المؤلم أننا على مدى عقود في فلسطين وشعوب المنطقة لم تهب علينا لا عاصفة حزم ولا نسمة حزم لمواجهة إسرائيل».[81]

## اجلاء الرعايا

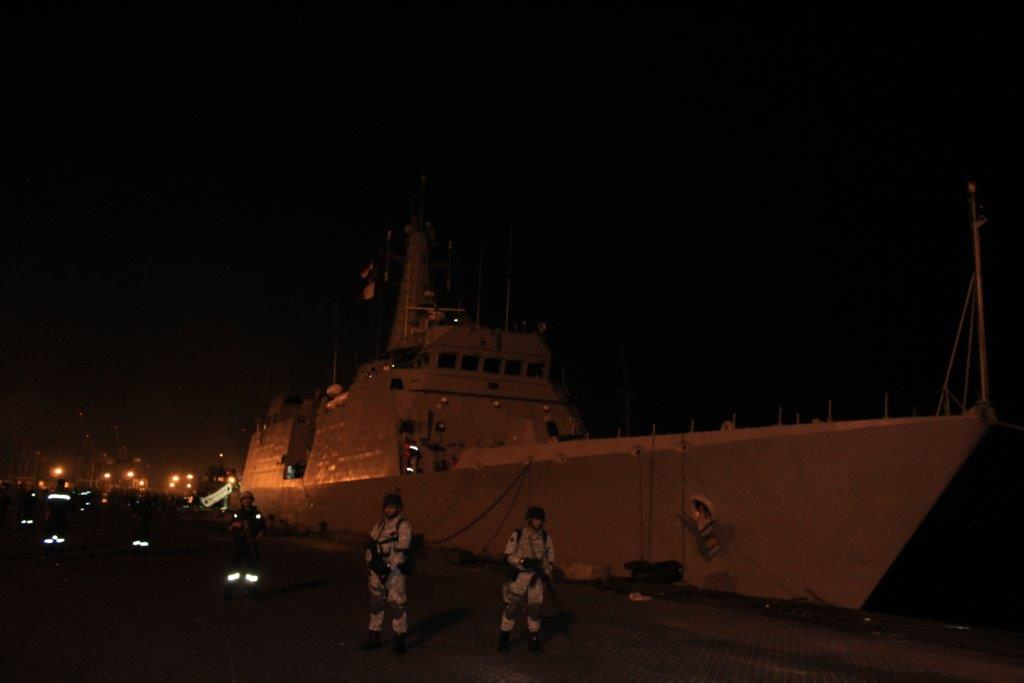
سفينة "آي إن إي سوميترا"، التابعة لأسطول البحرية الهندية في ميناء عدن.

- تمكنت الهند من إجلاء 360 مواطن هندي من العالقين في اليمن في «عملية راهات» ونقلت الهند رعاياها خلال عملية استمرت طوال ليل الثلاثاء، بواسطة سفينة «آي إن إي سوميترا»، التابعة لأسطول البحرية الهندية بعد أن تمكنت من الحصول على إذن بالرسو في ميناء عدن.[82]